# خوشمزه زشت
خوشمزه زشت (به انگلیسی: Ugly Delicious) یک مستند سریالی بدون داستان از نت‌فلیکس است که ترکیبی از سفر، آشپزی و تاریخ است. در هر قسمت دیوید چانگ میزبان برنامه به شهرهای مختلف سفر کرده و با غذاها و تاریخ منطقه آشنا می‌شود. فصل اول در تاریخ ۲۳ فوریه ۲۰۱۸ با میزبانی دیوید چانگ عرضه شد. در ۲۲ نوامبر ۲۰۱۸ برای فصل دوم تمدید شد.

## قسمت‌ها
1. پیتزا
2. تاکو
3. آشپزی خانگی
4. میگو و خرچنگ
5. کباب
6. مرغ سوخاری
7. برنج سرخ‌شده (چاهان)
8. کوفته